# ゆみこ&ゆうなのえふメモらじお
ゆみこ&ゆうなのえふメモらじおは、テレビアニメ「ef - a tale of memories.」関連のインターネットラジオ番組。音泉にて毎週金曜日に配信されていた。パーソナリティは中島裕美子とねこねこ天使ゆうな。

## 番組概要
- 配信期間：2007年6月8日～2008年6月27日
- 配信サイト（配信日）：音泉（金曜日）
- スポンサー：「ef」製作委員会、コスパ
- パーソナリティ：中島裕美子（雨宮優子役）、ねこねこ天使ゆうな

番組内では、中島裕美子が「メインパーソナリティ」、ねこねこ天使ゆうなが「アシスタント」となっている。

## コーナー
ふつおた
普通のお便りのコーナー。パーソナリティ2人への質問や、番組の感想などを紹介する。
えふめもばとるー
ゲストとパーソナリティ2人の3人で対決を行い順位をつける。1位の人にはご褒美が、最下位の人には罰ゲームが与えられる（2位の人には何もなし）。
おしえてなかのひと
アニメの見所などについて、リスナーからの質問を基に、アニメ製作スタッフやキャストと共にトークを行うコーナー。
えふ　いんふぉめーしょん
「ef」関連作品やminoriに関する情報をminoriスタッフが紹介するコーナー。

## ゲスト
（「おしえてなかのひと」での出演も含む/準レギュラー的なminoriの酒井伸和・相良聡人を除く）
- 第2～7回 阿久津敏（アシスタントプロデューサー/ジェネオン）
- 第4,5回 雨宮茂幸（制作プロデューサー/シャフト）
- 第6,7,39,40回 大沼心（監督）
- 第6,7回 高山カツヒコ（シリーズ構成・脚本）
- 第8,9,12,13,35,36,51,52回 御影（原作監督・原作脚本）
- 第14,15,45,46回 田口宏子（宮村みやこ役）
- 第16,17回 下野紘（広野紘役）
- 第18,19,41,42回 岡田純子（新藤景役）
- 第20,21,49,50回 高城元気（麻生蓮治役）
- 第22,23,49,50回 やなせなつみ（新藤千尋役）
- 第24,25回 泰勇気（堤京介役）
- 第26,27回,第31,32回(公開録音) 後藤麻衣（羽山ミズキ役）
- 第28,29回 浜田賢二（久瀬修一役）
- 第33,34回 遠近孝一（火村夕役）
- 第43,44回 天門（音楽）
- 第51,52回 藤代真由子（B-Box）
- SP回 壬生中将（ef - the latter tale. 火村夕役）
- 第53回 木下ひよ子（B-Box）

## 備考
- 第20回放送より、アニメ「ef - a tale of memories.」OP曲の「euphoric field」がラジオのOP曲としても使用されている。
- 第27,35,39,49回放送にてテレビアニメDVD版第1,5,7,12話のオーディオコメンタリー企画が、第43,44回放送にてオリジナルサウンドトラック2の解説企画がなされた。
- 第52回放送と第53回放送の間の2回（2008年6月13日及び6月20日配信の回）は、SP回として「おもしろミノリフェスティバル」が放送された。なおこの両回に関しては、中島裕美子ではなく、山田ゆながパーソナリティーを務めた。